# تومومی ساتو
تومومی ساتو (انگلیسی: Tomomi Sato; ۸ اکتبر ۱۹۴۱ – ) بازیگر بود. وی از سال ۱۹۶۷ میلادی تاکنون مشغول فعالیت بوده‌است.